# Grande Dépression en France
 (novembre 2015).

Évolution du revenu par tête (int. $ PPP) de quelques pays entre 1925 et 1940

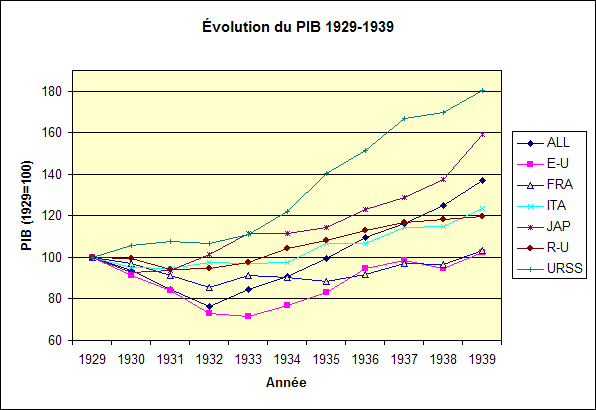
Évolution du PIB de quelques pays entre 1929 et 1939

La Grande Dépression en France est une période de crise économique et de marasme économique qui touche la France après le krach de 1929 aux États-Unis. Il s'agit de la plus importante dépression économique du XXe siècle. Elle n'affecte la France que tardivement, à partir de 1931.
Comme dans de nombreux autres pays, elle provoqua chômage, pauvreté et troubles politiques. La crise touche toutefois la France de manière singulière : elle démarre avec un décalage de deux ans par rapport aux États-Unis, elle est de plus faible ampleur que dans les pays européens, mais elle dure également plus longtemps. Elle s'accompagne d'une confusion persistante quant aux réponses politiques, qui y sont apportées.

## Contexte historique

### Conséquences économiques de la Première Guerre mondiale

Carte d'ensemble des zones détruites pendant la Première Guerre mondiale dans le nord et l'est de la France.

La France est le pays le plus touché par la Grande Guerre, avec 1,4 million de morts et de disparus. 10 % de la population active masculine est décimée. Or, la France avait déjà une démographie plus faible que ses voisins avant 1914, et la grippe espagnole s'abat en même temps sur le pays. Ainsi, la France fait face à un déficit de population que seule l'immigration peut combler. À cela s'ajoute une destruction importante de l'industrie (réduite à 55 % en 1919 des capacités de 1913) et de l'agriculture (40 % des capacités).
Les destructions matérielles sont importantes et affectent durement les habitations, les usines, les exploitations agricoles et les autres infrastructures de communication comme les ponts, les routes et les voies ferrées. Une vaste zone ravagée de 120 000 hectares prend le nom de « zone rouge ». Dans le nord et l'est de la France, 11 départements seront classés en zone rouge. L’agriculture y sera en maints endroits interdite avant le désobusage et déminage. Trois millions d’hectares de terres sont ravagées par les combats. Certains villages de la Meuse, de la Marne et du Nord sont rayés de la carte et ne peuvent être reconstruits à leur emplacement. Des villes sont bombardées comme Reims, qui voit sa cathédrale sévèrement touchée. Cela fragilise considérablement la capacité productive du pays.

### Situation économique des années 1920
Les années 1920 sont marquées par les querelles sur les dettes interalliées et les dommages de guerre réclamés à l’Allemagne. Le plan Dawes, amendé par le plan Young, met théoriquement fin à la question des réparations mais n'est jamais mis en application. La France, qui a été le lieu du champ de bataille et a connu d’immenses destructions, voit sa dette atteindre 180 % du produit intérieur brut à la fin de la guerre.
Si la décennie commence dans la crise, elle s'accompagne aussi d'un boom culturel, notamment à Paris avec la Génération perdue, l'Art déco,, le surréalisme, le jazz, etc. Ce dynamisme parisien et l'apport des colonies aident le pays à se relever, quoique le pays reste économiquement affaibli.
La dévaluation de Raymond Poincaré en 1928 restaure la confiance et stabilise l'économie sur une trajectoire favorable. L'absence de l'[hyperinflation], qui existait alors en Allemagne, et les taux d'intérêt à long terme sur la dette indiquent que le « miracle Poincaré » doit être nuancé,. Le franc-or est rétabli, même si les accords de Gênes de 1922 ont créé un système de Gold Exchange Standard, où les rôles principaux sont tenus par la livre sterling, maîtresse du commerce international depuis le XIXe siècle, et le dollar américain, qui commence à la supplanter.

### Indices économiques
| Statistiques de base sur l'économie française, 1920-1938 (d'après Saint-Étienne, 1984) | Statistiques de base sur l'économie française, 1920-1938 (d'après Saint-Étienne, 1984) | Statistiques de base sur l'économie française, 1920-1938 (d'après Saint-Étienne, 1984) | Statistiques de base sur l'économie française, 1920-1938 (d'après Saint-Étienne, 1984) | Statistiques de base sur l'économie française, 1920-1938 (d'après Saint-Étienne, 1984) | Statistiques de base sur l'économie française, 1920-1938 (d'après Saint-Étienne, 1984) |
|                                                                                        | PIB réel (à prix constants) 1929 = 100                                                 | Production industrielle 1929 = 100                                                     | Taux d'escompte (Banque de France)                                                     | Prix de gros 1929 = 100                                                                | Prix à la consommation 1929 = 100                                                      |
| -------------------------------------------------------------------------------------- | -------------------------------------------------------------------------------------- | -------------------------------------------------------------------------------------- | -------------------------------------------------------------------------------------- | -------------------------------------------------------------------------------------- | -------------------------------------------------------------------------------------- |
| 1920                                                                                   | 65                                                                                     | 53                                                                                     | 5,73                                                                                   | 83                                                                                     | 61                                                                                     |
| 1921                                                                                   | 64                                                                                     | 49                                                                                     | 5,79                                                                                   | 57                                                                                     | 55                                                                                     |
| 1922                                                                                   | 74                                                                                     | 63                                                                                     | 5,11                                                                                   | 54                                                                                     | 49                                                                                     |
| 1923                                                                                   | 78                                                                                     | 69                                                                                     | 5,00                                                                                   | 69                                                                                     | 54                                                                                     |
| 1924                                                                                   | 86                                                                                     | 80                                                                                     | 5,99                                                                                   | 80                                                                                     | 62                                                                                     |
| 1925                                                                                   | 87                                                                                     | 80                                                                                     | 6,53                                                                                   | 90                                                                                     | 70                                                                                     |
| 1926                                                                                   | 88                                                                                     | 87                                                                                     | 6,58                                                                                   | 115                                                                                    | 91                                                                                     |
| 1927                                                                                   | 87                                                                                     | 83                                                                                     | 5,22                                                                                   | 101                                                                                    | 91                                                                                     |
| 1928                                                                                   | 92                                                                                     | 93                                                                                     | 3,53                                                                                   | 102                                                                                    | 90                                                                                     |
| 1929                                                                                   | 100                                                                                    | 100                                                                                    | 3,50                                                                                   | 100                                                                                    | 100                                                                                    |

## Du krach de 1929 à la propagation en France

### Krach de 1929 et début de la stagnation

Graphe du Dow Jones, octobre 1928 –octobre 1930

L'explosion de la bulle spéculative américaine en 1929 donne lieu à un krach à la bourse de New York entre le jeudi 24 octobre et le mardi 29 octobre 1929. Cet événement marque le début de la plus grande crise économique du XXe siècle. Du fait de l'interconnexion des banques américaines avec les banques européennes, la crise américaine se propage progressivement au système bancaire européen.
La transmission est toutefois très progressive, en ce que la France apparaît en 1930 comme un îlot de prospérité parmi les pays occidentaux. Fin 1929, le chômage est passé à 1,3 million de personnes en Grande-Bretagne et 1,8 million en Allemagne, tandis que le nombre moyen de demandes d'emplois non satisfaites en 1930 est de 13 000 en France.
La dépression s'installe ainsi lentement, avec un plafond de production atteint en 1930. On observe à cette date les premiers frémissements. La chute de l'activité économique occidentale réduit les prix de gros, mais cela a pour corollaire positif la baisse du coût pour les consommateurs. Les importations fléchissent, les exportations chutent fortement, et la balance commerciale redevient fortement déficitaire.

### Dévaluation de la livre de 1931 et amplification de la crise
C'est la dévaluation de la livre anglaise de 1931 qui agit comme l'étincelle qui déclenche la véritable chute de l'économie française. En effet, à la fin de l'été 1931, la crise « anglo-saxonne » parait terminée et devoir suivre le scénario de 1921. Une reprise n'est pas encore perceptible, mais toutes les indices d'une stabilisation s'affichent. Les prix de détail ne baissent plus aux États-Unis, et les cours des matières premières ont cessé leur chute libre.
Cependant, après la nuit du 19 au 20 septembre 1931, la livre sterling est décrochée de l'or et devient une monnaie flottante : le Royaume-Uni n'était plus capable d'assurer la conversion de sa monnaie en or car ses encaisses d'or fondaient et devenaient trop faibles par rapport au déficit commercial. La livre se déprécie rapidement sur le marché des changes, renchérissant les productions des pays dont la monnaie ne se dévalue pas au même moment. Cela est dû à ce que le Royaume-Uni étant alors le pivot de toute l'économie mondiale, avec Londres comme place financière qui gouvernait toute la finance. Tout le commerce international était alors libellé en livres.

### Premiers effets économiques en 1931 et 1932
La dévaluation de la livre marque l'entrée en crise de la France. Sa production industrielle baisse de 23 % par rapport à 1929. La France reste toutefois la plus dynamique parmi ses voisins et concurrents, car à la fin de 1931, la baisse de la production industrielle sur la moyenne de 1929 est de 42 % en Allemagne, 37 % aux États-Unis, 33 % en Belgique, 27 % en Italie et 23 % en France. Toutefois, prise individuellement, la situation française est mauvaise : le taux de couverture des importations par les exportations passe de 81% en 1930 à 66% en 1932, et la production industrielle a baissé de 17% entre septembre 1931 et avril 1932.
Le PIB commence à chuter dès 1930. Une étude de la Banque de France en 2022 montre que la panique bancaire qui a lieu entre 1930 et 1931 est responsable d'un tiers de la chute du PIB français sur la période. Le chômage apparaît, avec une multiplication par dix, passant de 18 000 à 190 000 demandeurs d'emploi. En 1932, le chômage dans le secteur industriel est déjà passé de 2% à 15% ; le chômage total est cette année-là de 250 000.
La France reste toutefois résiliente, car le taux de chômage demeure moins élevé en 1932 que dans les pays les plus touchés, les États-Unis (36 %) et l'Allemagne (44 %). Les chiffres officiels du chômage sur l'ensemble de la population active au milieu des années 1930 donnent un taux de 7,5 %.
Des politiques publiques sont mises en place dans le pays. Le gouvernement du moment réagit par un plan de dépenses alimenté par des « crédits spéciaux » : la loi du 28 décembre 1931 prévoit 3 476 millions de nouvelles dépenses, qui sont financées par la même somme en obligations du Trésor. La seule bonne nouvelle est que le coût de la vie a baissé de 10 %, et le niveau de vie n'a pas été affecté. L'or rentre et fuit Londres : l'excédent de la balance des paiements le fait rentrer et, à l'inverse, le déficit le fait sortir.
En revanche, la dévaluation permet aux Britanniques de repartir d'un bon pied. La production industrielle est en hausse de 10 %, et le chômage baisse de 300 000 personnes.

### Indices économiques
|      | PIB réel (à prix constants) 1929 = 100 | Production industrielle 1929 = 100 | Taux d'escompte (Banque de France) | Prix de gros 1929 = 100 | Prix à la consommation 1929 = 100 |
| ---- | -------------------------------------- | ---------------------------------- | ---------------------------------- | ----------------------- | --------------------------------- |
| 1929 | 100                                    | 100                                | 3,50                               | 100                     | 100                               |
| 1930 | 97                                     | 100                                | 2,72                               | 87                      | 100                               |
| 1931 | 93                                     | 88                                 | 2,11                               | 74                      | 100                               |
| 1932 | 89                                     | 78                                 | 2,50                               | 65                      | 89                                |

## 1933-1936: rechutes et grande déflation

### La dévaluation du dollar et la rechute dans la dépression
Le dollar subit une dévaluation au printemps 1933. Le 19 avril 1933 en effet, le dollar est détaché de l’or. Le cours du dollar flotte alors librement, ce qui cause sa dévaluation. Si un dollar achetait 25,50 francs au printemps, il n'achète plus que 18,25 francs en juillet. Le franc s'apprécie ainsi, ce qui réduit la compétitivité des productions françaises. De manière symétrique, cette dévaluation favorise l'économie américaine, dont la production industrielle passe de l’indice 54 en mars à 91 en juillet.
Les pays victimes de cette dévaluation sont avant tout la France et ses partenaires du « bloc-or » : leurs prix augmentent comparativement de 25 à 30 % sur le marché mondial, rognant sur les marges des entreprises, réduisant la rentabilité, et augmentant donc le chômage dans ces pays. Cette situation provoque un nouveau retournement de conjoncture généralisé, effectif dès l'été 1933 : les déficits publics commencent à nouveau à enfler en même temps que tous les indices fléchissent.
Les gouvernements chutent les uns après les autres, et on fait appel à un revenant « l’ermite de Tournefeuille », Gaston Doumergue, chargé de remettre de l’ordre dans la République, qui est en danger lorsque la rue commence à bouger à la suite de l'affaire Stavisky. Il engage le pays dans une forme de déflation par une suite de décrets lois (4 avril et 14 avril 1934) et une réforme fiscale en mai. Ces derniers prévoient une réduction des effectifs de fonctionnaires et la baisse des salaires nets par l’instauration d’un prélèvement de 5 %. Les pensions des anciens combattants sont diminuées.
Paul Reynaud se singularise en opposant déflation et dévaluation. Notant que toute l’affaire est liée au différentiel des prix entre la France et les marchés internationaux, il propose une dévaluation adaptée pour rétablir les équilibres sans passer par les souffrances de la déflation. En attendant, tous les indices sont à la baisse. Le 8 novembre 1934 le gouvernement Doumergue tombe, et le nouveau gouvernement Flandin est opposé, pour des raisons idéologiques, à toute dévaluation. Ce n’est pas le cas ailleurs. Le gouvernement belge se résout à dévaluer de 28 % le 2 avril 1935. Une fois encore, l’opération est favorable au pays qui dévalue (qui accroît ses exportations et fait entrer des devises de ses partenaires) et défavorable aux autres (qui accroissent leurs importations et subissent des sorties de devises vers le partenaire adoptant la dévaluation).
La France se trouve dans une situation de plus en plus intenable. Le 31 mai le cabinet Flandin est mis en minorité.

### Les décrets-lois Laval et la déflation
Le gouvernement Laval (4), qui s’installe en juin 1935, se donne pour feuille de route d'enrayer la crise française par la déflation. Il obtient dès son investiture le droit de gouverner par décret-lois. L'objectif est de résister par tous les moyens à dévaluation et sortir de « la crise de spéculation » par une déflation effective, rigoureuse et annoncée. Jean Tannery, gouverneur de la Banque de France, affirme : « Les pouvoirs exceptionnels que le gouvernement a obtenus vont lui permettre de mettre fin définitivement à une crise qui n’a que trop duré, s’il réussit à mettre en œuvre une véritable politique de déflation ».
Le 16 juillet 1935, 29 décret-lois sont promulgués. Ils visent à réduire les dépenses publiques de 10 %, en baissant autoritairement le coût de la dette, les salaires des fonctionnaires et les diverses subventions, tout en augmentant massivement les impôts, la tranche haute étant majorée de 50 %. Paradoxalement, les prix de nombreux produits et des services (loyers et énergie électrique) sont baissés de 10 %. Le prix au kilogramme du pain passe de 1.65 francs à 1.51 en août. Les intérêts d'emprunts publics et privés pourront être convertis.
Le 8 août 1935, un second train de mesures (61 décrets) est promulgué. Il étend le dispositif et, dans certains cas, en atténue les effets. Le troisième train sort des cartons le 30 octobre (317) et contient des mesures tous azimuts, qui portent sur la formation des chômeurs, l’organisation de la recherche scientifique, la réforme des assurances sociales, la suppression des heures supplémentaires etc.
Les 407 décrets sont mal accueillis par les Français, qui voient la perte de revenu nominal, non les baisses de prix et la hausse possible de leur pouvoir d’achat. Ils se nomment « les amputés », en référence aux grands blessés de la guerre de 1914.

### La reprise ambiguë de 1935-1936
En été 1935, il apparaît rétrospectivement que certains indicateurs passent au vert. Toutefois, ce mouvement a commencé avant les décrets-loi, qui ne peuvent donc être à l’origine de ces résultats. La production industrielle dans les douze mois suivants augmente de 11,5 % ; la production d’acier dépasse 600 000 tonnes, la première fois depuis 1931, et la durée du travail est en hausse en même temps que l’emploi salarié. Toutefois, les prix sont à la hausse, bien qu’on visait la baisse. La cause principale est dans le gonflement du bilan de la Banque de France, qui passe de 7 051 millions en juillet 1935 à 17 333 millions en mai 1936. Alors que les décrets-lois sont déflationnistes, la politique de la banque centrale est inflationniste et crée de la liquidité à tout va. La contradiction entre ces deux politiques n’est pas réellement comprise et porte en elle des pressions de plus en plus grandes sur la monnaie.
En même temps, les exportations continuent à baisser et le chômage stagne à son plus haut niveau.
Des ligues d'extrême droite (Camelots du roi, Jeunesses patriotes etc.) apparaissent dès la fin des années 1920 mais n'atteignent leur pleine puissance que lors du second Cartel des gauches. L'affaire Stavisky font qu'elles déclenchent des émeutes antiparlementaires. Face à ce danger se crée le Comité de vigilance des intellectuels antifascistes et se dessine une unité des partis de gauche qui donnera le Front populaire.
En mai 1936 commence un mouvement de grève, qui s'amplifie et bloque le pays au début de juin.

### Indices économiques
|      | PIB réel (à prix constants) 1929 = 100 | Production industrielle 1929 = 100 | Taux d'escompte (Banque de France) | Prix de gros 1929 = 100 | Prix à la consommation 1929 = 100 |
| ---- | -------------------------------------- | ---------------------------------- | ---------------------------------- | ----------------------- | --------------------------------- |
| 1933 | 93                                     | 85                                 | 2,50                               | 62                      | 85                                |
| 1934 | 93                                     | 80                                 | 2,70                               | 59                      | 80                                |
| 1935 | 90                                     | 78                                 | 3,40                               | 56                      | 72                                |
| 1936 | 91                                     | 82                                 | 3,67                               | 65                      | 79                                |
| 1937 | 96                                     | 86                                 | 3,81                               | 90                      | 100                               |
| 1938 | 96                                     | 81                                 | 2,76                               | 103                     | 116                               |

## 1936-1938: le Front populaire face à la Dépression

### Un programme de lutte contre la dépression
Les élections législatives françaises de 1936 sont remportées par le Front populaire, mené par Léon Blum. La poussée du Parti communiste n'empêche pas le Parti radical de jouer un rôle pivot, et les communistes adoptent la stratégie de soutien, sans participation, au gouvernement. Le programme du Front populaire inclut plusieurs mesures phares, comme les congés payés (treize jours de vacances, deux de week-end) et la semaine de 40 heures.
Les accords de Matignon sont signés le 7 juin 1936. Ils permettent la fin des grèves et le déblocage des usines sur l'ordre de Maurice Thorez. Les salaires sont augmentés de 7 à 15 %, les ouvriers obtiennent des délégués pour les défendre. On ne peut plus licencier les ouvriers sans autorisation de l'inspecteur du travail. C'est la fin des « syndicats jaunes ».
Les mesures du Front populaire relèvent plus généralement d'une politique de la demande. Le Front est convaincu que c'est une politique de stimulation de la demande qui fera repartir la consommation et donc l'investissement, ce qui devrait réduire le chômage.

### La dévaluation de septembre 1936
La déclaration d'investiture de Blum aborde la question de la dévaluation : « Le pays n'a pas à attendre de nous ni à redouter de nous que nous couvrions un beau matin les murs des affiches blanches de la dévaluation. » Toutefois, le 26 septembre, le franc Poincaré a vécu, et la dévaluation est annoncée, comprise entre 25 et 35 %. Le bloc or suit. Le franc suisse est dévalué de 30 %, et les Pays-Bas dévaluent de 22 %.
Partout, la dévaluation provoque une reprise rapide. La production industrielle remonte à 91[Quoi ?] en décembre (+12 % en trois mois). Le trafic dans les ports passe de 130 à 139[Quoi ?]. Le chômage passe de 756 000 à 588 000.[réf. nécessaire]
L'ennui c'est que ces chiffres, fruit d'un calcul rétrospectif, ne sont pas connus des contemporains. Ce qu'ils voient, en revanche, est le cours des rentes (les revenus des propriétaires fonciers), qui se redresse passant de 68,70 à 75 entre septembre et décembre. Les prix sont en forte hausse. L'indice des prix à la consommation (base 100 en mai 1936) passe à 117,8. Selon Alfred Sauvy (opus cité) : « de brillantes perspectives s'ouvrent pour l'industrie française maintenant qu'a sauté la chaîne d'or qui l'amarrait. »

### Bilan économique du Front populaire face à la dépression
La stimulation de la demande par l'augmentation des salaires provoque une hausse importante de l'inflation. Les prix à la consommation s'envolent sur un rythme annuel de 17,5 %, deux fois plus vite que les prix de gros, en 1936. Cela annule toutes les hausses de salaires : les salaires réels (ajustés à l'inflation) stagnent ou baissent.
Le chômage recule de 80 000 personnes environ d'ici à 1938. Cela est en partie dû à la création de nouveaux emplois, dont notamment 60 000 dans les chemins de fer, et 160 000 dans les établissements industriels de plus de 100 salariés.
Le régime de Vichy et des économistes comme Alfred Sauvy accuseront plus tard les 40 heures et les congés payés d'avoir affaibli la France, mais cette opinion est aujourd'hui très minoritaire,. Des historiens comme Jean-Charles Asselain et Jean Bouvier expliquent que les 40 heures n'ont pas bloqué la reprise, soulignent l'amélioration de la production industrielle et la montée des cours de bourse. Ils pointent vers le vieillissement des structures de l'industrie française pour expliquer le plafonnement de la reprise en 1937. L'essayiste libéral Nicolas Baverez évoque cependant le « mythe de la reprise libérale » de 1939 quand furent assouplis les quarante heures pour « libérer les énergies économiques ».

## 1938-1940: la dépression et la montée vers la guerre

### De Chautemps à Blum 2, le poids de la conjoncture
Le ministère de Camille Chautemps est marqué par une nouvelle dévaluation. Elle stimule fortement l'économie : à l'automne 1937, elle retrouve ses maxima du printemps. Toutefois, la croissance bute sur la capacité maximale de production réalisable sous le régime des 40 heures. En plus de cela, la conjoncture internationale est repartie à la baisse, ce qui pèse à nouveau sur la France.
En effet, la production industrielle étasunienne diminue d'un quart durant le second semestre de l'année 1937. L'indice de la production industrielle aux États-Unis passe de 103 en juin 1937 à 76 en décembre, une chute équivalente à celle de 1929-1930. La France est touchée avec un temps de retard, durant les premiers mois de 1938.
La SNCF est nationalisée en août 1937. La production industrielle passe à l’indice 83. Le trafic ferroviaire baisse. Le chômage grimpe en particulier le chômage partiel qui explose (en mai, 35 % des travailleurs sont au chômage partiel). Le programme d’un second gouvernement Blum est repoussé en mars 1938. Tué par une gestion déficiente de l'économie, Le Front populaire a vécu.

### Daladier, la relance par la guerre
Le 10 avril 1938, Édouard Daladier forme son gouvernement. Cette fois, la menace allemande est prise au sérieux, et l'objectif est donc de relever la production par tous les moyens. Dès le 4 mai, la monnaie est dévaluée. La semaine des quarante heures est assouplie ou abolie (retour aux 48 heures pour les fonctionnaires, le but étant de répondre à l'augmentation de la production), de très nombreuses réformes orientées vers l’accroissement de la production sont lancées et la dépense budgétaire est portée à 23,7 % du PIB et financée par les bons de la défense nationale refaisant leur apparition.
Paul Reynaud, ministre des finances, donne une accélération à des réformes d’esprit libéral qui desserrent le carcan du contrôle des prix et des 40 heures. Les décrets-lois qu’il prépare sont mal accueillis au sein même du cabinet mais sont promulgués par Daladier en novembre. Ils provoquent une tentative de grève générale, qui est brisée par la réquisition.

### La reprise de 1938-1939
La fin de l'année 1938 et l'année 1939 sont marquées par une reprise de l'activité, à la fois forte et hétérogène. L'augmentation de la demande incite les entreprises à étendre les heures de travail des salariés, et la durée moyenne de travail passe de 39,2 heures en octobre 1938 à 41,9 en juillet 1939. L'indice de production industrielle retrouve en juin 1939 son dernier pic de 1937, sous le coup du réarmement : les branches en croissance sont la métallurgie et le travail des métaux. Cela a un effet de contagion positif sur les autres industries.
La Seconde Guerre mondiale éclate en 1939, bouleversant à nouveau la situation. Un chapitre économique se ferme, qui est marqué par une régression de dix ans.

## Postérité

### Correction du manque d’information et de formation économique
Dès avant la fin de la période, des voix s’élèvent un peu partout pour constater le manque d’information économique. La plupart des évolutions ne sont pas constatées clairement et sont encore moins comprises. Ce mouvement mène à la Libération à la refonte de l’ensemble du système statistique national avec la création de l’Insee. L'importance maintenant reconnue aux questions économiques conduit à les introduire dans les cursus menant aux carrières administratives et politiques comme l’Institut d'études politiques. À cette occasion, le keynésianisme s'impose.
La crise vaudra à la France son premier prix Nobel d'économie avec Maurice Allais, qui explique lors de son allocution le 19 octobre 1993, quand il reçoit l'épée d'académicien, sa passion, ses centres d'intérêts en économie en ces termes : « Ma passion pour l'économie, je la dois aux circonstances, aux questions posées par la Grande Dépression dans le monde et par les troubles sociaux de 1936 en France ».

### Correction de l’instabilité parlementaire
Les 29 gouvernements se succédant en dix ans ont une durée moyenne de 5 mois entre 1929 et l’Occupation nazie :
- Gouvernement Aristide Briand (1) du 29 juillet 1929 au 22 octobre 1929
- Gouvernement André Tardieu (1) du 3 novembre 1929 au 17 février 1930
- Gouvernement Camille Chautemps (1) du 21 février 1930 au 25 février 1930
- Gouvernement André Tardieu (2) du 2 mars 1930 au 4 décembre 1930
- Gouvernement Théodore Steeg du 13 décembre 1930 au 22 janvier 1931
- Gouvernement Pierre Laval (1) du 27 janvier 1931 au 13 juin 1931
- Gouvernement Pierre Laval (2) du 13 juin 1931 au 12 janvier 1932.
- Gouvernement Pierre Laval (3) du 14 janvier 1932 au 6 février 1932.
- Gouvernement André Tardieu (3) du 20 février 1932 au 10 mai 1932.
- Gouvernement Édouard Herriot (3) du 3 juin 1932 au 14 décembre 1932
- Gouvernement Joseph Paul-Boncour du 18 décembre 1932 au 28 janvier 1933
- Gouvernement Édouard Daladier (1) du 31 janvier 1933 au 24 octobre 1933
- Gouvernement Albert Sarraut (1) du 26 octobre 1933 au 24 novembre 1933
- Gouvernement Camille Chautemps (2) du 26 novembre 1933 au 27 janvier 1934
- Gouvernement Édouard Daladier (2) du 30 janvier 1934 au 7 février 1934
- Gouvernement Gaston Doumergue (2) du 9 février 1934 au 8 novembre 1934
- Gouvernement Pierre-Étienne Flandin (1) du 8 novembre 1934 au 31 mai 1935
- Gouvernement Fernand Bouisson du 1er juin 1935 au 4 juin 1935
- Gouvernement Pierre Laval (4) du 7 juin 1935 au 22 janvier 1936
- Gouvernement Albert Sarraut (2) du 24 janvier 1936 au 4 juin 1936.
- Gouvernement Léon Blum (1) du 4 juin 1936 au 21 juin 1937
- Gouvernement Camille Chautemps (3) du 29 juin 1937 au 14 janvier 1938
- Gouvernement Camille Chautemps (4) du 18 janvier 1938 au 10 mars 1938
- Gouvernement Léon Blum (2) du 13 mars 1938 au 8 avril 1938
- Gouvernement Édouard Daladier (3) du 12 avril 1938 au 11 mai 1939
- Gouvernement Édouard Daladier (4) du 11 mai 1939 au 14 septembre 1939
- Gouvernement Édouard Daladier (5) du 14 septembre 1939 au 20 mars 1940
- Gouvernement Paul Reynaud du 22 mars 1940 au 16 juin 1940
- Gouvernement Philippe Pétain du 16 juin 1940 au 11 juillet 1940

Même si la volatilité des chefs a été partiellement compensée par une certaine stabilité aux postes clefs, la réflexion sur la nécessité d’un changement des règles de fonctionnement du régime parlementaire finit par s’imposer en 1958.

### Marginalisation de la banque centrale
La crédibilité de la Banque de France sort au plus bas de la période. Des réorganisations profondes auront lieu à la Libération, et le Trésor prendra désormais la main sur tout le secteur bancaire et financier. Il faudra de longues années avant que la réputation de la Banque centrale ne soit restaurée, à partir de la présidence de Baumgartner.

### Craintes des dévaluations compétitives
Les dévaluations font un temps du bien aux uns (les exportateurs) mais en déstabilisant les autres (les importateurs). Tout le monde finit perdant. Lorsque les dévaluations se généralisent les gains (rentrées de devises) réalisés à l'exportation seront perdus à l'importation (sorties de devises). Ces attaques et contre attaques de ces "guerres des monnaies" ou "guerres des changes" finissent par lasser tous les partenaires commerciaux partisans des dévaluations. La leçon sera retenue à Bretton Woods. Les changes seront définis comme fixes avec des variations concertées, et lorsque les changes deviendront flottants, la mise en place au sein de l'Europe du « serpent monétaire » et de la concertation générale avant dévaluation d'une monnaie.

### Promotion de la «technostructure»
Dans la foulée de mouvements comme « X-crise », la haute fonction publique, effarée par l’incurie parlementaire d’avant-guerre entend prendre une place plus grande dans la politique elle-même. Le mouvement prendra son essor avec la promotion politique d’Inspecteurs des Finances comme Félix Gaillard et Bourgès Maunoury sous la Quatrième République et trouvera son débouché sous la Cinquième République avec la promotion politique de générations d’énarques (lauréats de l'école nationale d'administration) qui s’empareront progressivement des leviers de commandes.

### Interventionnisme économique systématique
La passivité gouvernementale de l’avant-guerre et les résultats épouvantables de la période, même s’ils n’ont pas nécessairement été bien compris, justifieront pendant l'après-guerre une montée systématique de la dépense publique et de l’interventionnisme gouvernemental dans tous les recoins de la vie économique. Les dépenses publiques française passeront de 20 % du PIB en 1924 à 56 % en 2007.

### La prise de conscience des nécessités de la démographie
Il ne sera plus possible d'oublier la démographie. La France mettra en place une politique nataliste, embryonnaire dès 1938, renforcée par le régime de Vichy et continuée par la suite. La loi 46-1835 du 22 août 1946, lançant les allocations familiales, en est emblématique. La natalité pour 1 000 habitants passant de 14 pour 1 000 en 1938 à 18 pour mille en 1956, même l'attribution du mérite à la loi est contestable, le mouvement commençant dès 1936, il est bien visible dès 1942, et que le baby boom est généralisé en occident.

### Une optique productiviste
En réaction à la situation d'avant-guerre, l'après-guerre sera entièrement orientée vers la production. Le langage volontariste et productiviste sera dominant pendant longtemps, symbolisé par la « mystique du Plan » (inspirée des politiques économiques appliquées par l'URSS) ou son « ardente obligation » (Général de Gaulle). Préparé en 1945 et appliqué en 1946, le plan Monnet crée un Conseil du plan et un Commissaire Général au Plan (voir commissariat général du plan). Les objectifs sont sans ambiguïtés : accroître la production et améliorer les rendements. Il sera suivi pour des périodes successives de quatre ans par le Plan Hirsch (1954-1957), le troisième plan (1958-1961), le quatrième plan (1962-65) et le cinquième plan (1966-1970). Le revenu disponible par habitant évalué en dollars 1938 était de 216 en France en 1938 et de 437 en 1956, soit un doublement. En comparaison, les mêmes chiffres pour le Royaume-Uni indiquaient un recul de 465 en 1938 à 422 en 1956. Pour les États-Unis, on passe lors la même période de 521 à 955. Le changement de mentalité en France a donc conduit à un rattrapage par rapport aux États-Unis et le dépassement du Royaume-Uni.